# Загір'я (округ Малацки)
Загір'я (словац. Záhorie) — військовий полігон, громада округу Малацки, Братиславський край, південно-західна Словаччина, регіон Загоріє. Кадастрова площа громади — 276,52 км².
Населення 156 осіб (станом на 31 грудня 2017 року). Поруч протікають Миявська Рудава, Пернецка Маліна, Єжовка; Балажов потік; Яблоновський потік; Пернецький потік і Танчибоцький потік.

## Історія
Загір'я згадується в 1950 році.

## Населення
| Рік:            | 1994. | 2004.    | 2014.    | 2024.    |
| --------------- | ----- | -------- | -------- | -------- |
| Кількість осіб: | 516   | 288      | 162      | 124      |
| Різниця:        |       | -44,18 % | -43,75 % | -23,45 % |

| Рік:            | 2023. | 2024.   |
| --------------- | ----- | ------- |
| Кількість осіб: | 129   | 124     |
| Різниця:        |       | -3,87 % |